# Peter Anton von Clapis

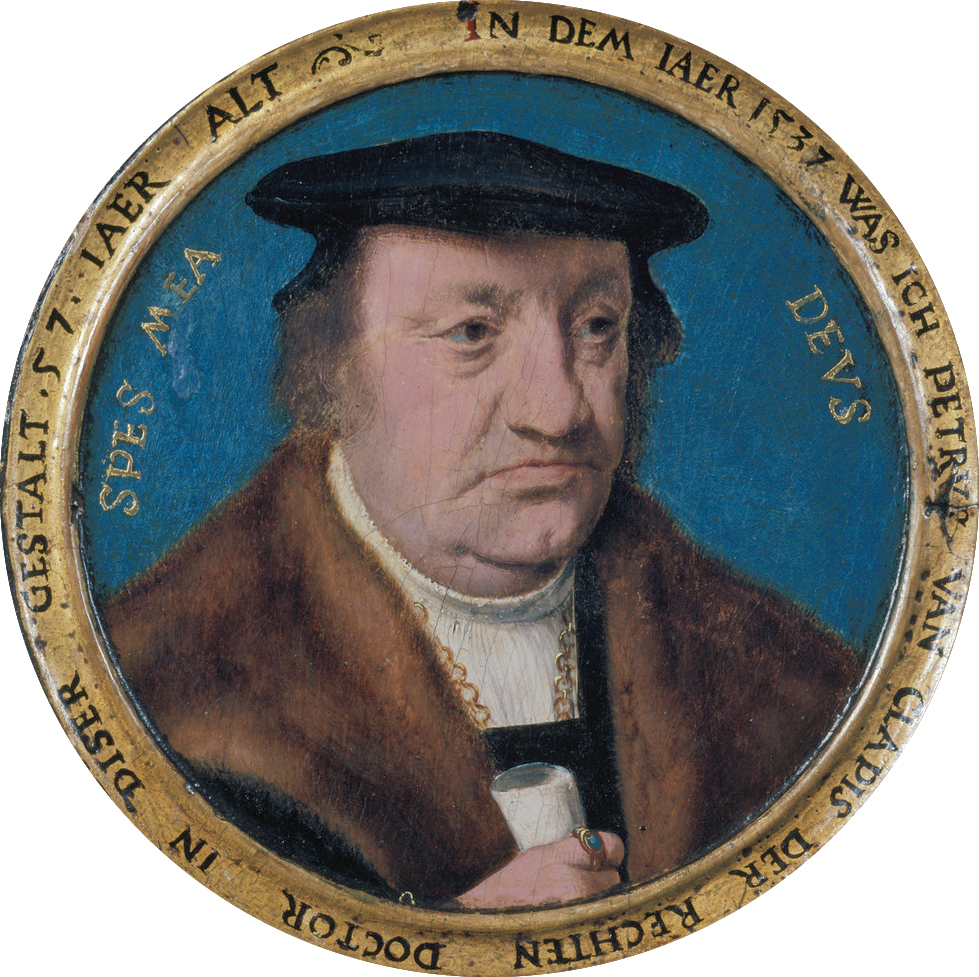
Clapis in einem Gemälde von Bartholomäus Bruyn den Älteren (1537), Wallraf-Richartz-Museum & Fondation Corboud

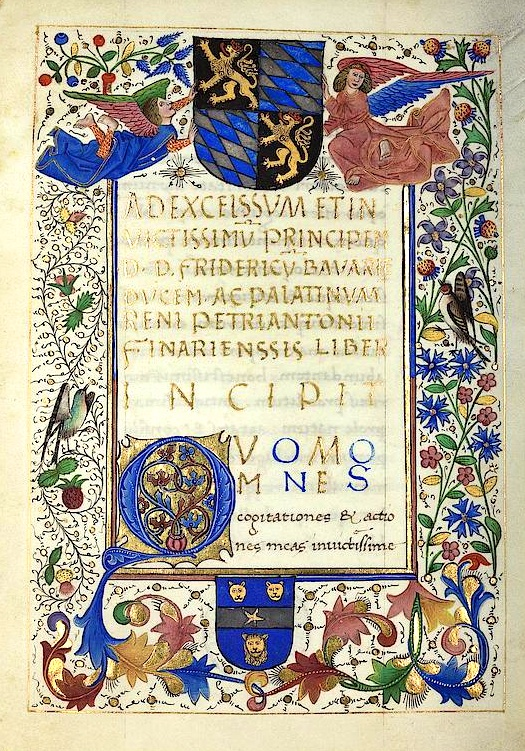
Buchwidmung an Kurfürst Friedrich I. von der Pfalz, 1464

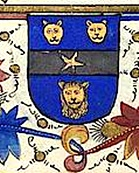
Familienwappen aus der Buchwidmung an Kurfürst Friedrich I. von der Pfalz

Peter Anton von Clapis (* um 1440 in Finale Ligure, Italien; † 14. Mai 1512 in Köln) war ein adeliger katholischer Priester, Humanist, Domherr in Worms und Speyer sowie Kanzler der Universität Heidelberg.

## Leben und Wirken
Clapis entstammte dem italienischen Adelsgeschlecht de Clapis und war ein Schüler des Humanisten Gianmario Filelfo. Peter Anton von Clapis, der sich nach seinem Heimatort öfter auch Petrus Antonius Finariensis nannte, lehrte an den Universitäten Dole und Basel (1465).
Ab 1465 spielte Clapis eine führende Rolle im Kreis humanistischer Gelehrter am Hof des Pfälzer Kurfürsten Friedrich I. in Heidelberg und spielte so eine wesentliche Rolle bei der Ausbreitung des Humanismus in Deutschland. Dem Kurfürsten dedizierte er unter anderem 1464 seine Schrift „Dialogus de dignitate principum“ mit einer prächtigen Widmungsseite an den Fürsten, die auch sein eigenes Familienwappen zeigt. Sie befindet sich heute in der Vatikanischen Bibliothek als Codex Palatina latinus 1378. Überdies fungierte der Italiener mehrfach als Gesandter des Pfälzer Herrschers beim Papst und als Überbringer päpstlicher Botschaften nach Deutschland.
Bereits 1470 wurde Clapis Propst des Andreasstiftes in Worms. 1473 bezog er als Doctor legum und Stiftsherr an St. Maria ad Gradus (Mainz) eine Jahrespension vom Kloster St. Georgenberg in Pfeddersheim. Im September 1474 erhielt Peter Anton von Clapis in Rom die Priesterweihe, nachdem er vorher nur die niederen Weihen besessen hatte. Am 20. Mai gleichen Jahres war er Kapitular am Speyerer Dom geworden, zum 10. November 1474 avancierte er hier auch zum Domkantor. Ab 1487 bekleidete von Clapis das Amt des Wormser Dompropstes und amtierte gleichzeitig als Kanzler der Universität Heidelberg, um die er sich eifrig kümmerte. Daneben war er noch Stiftsherr an St. Stephan in Mainz, Apostolischer Protonotar und ein Wohltäter des Mainzer Domes.
Im Alter lebte der Clapis, als Propst von St. Maria ad Gradus, in Köln, wo er auch 1512 starb. Dies hängt vermutlich damit zusammen, dass an der dortigen Universität ein anderer Peter von Clapis (* ca. 1480, † 1551) als Juraprofessor wirkte, der mit ihm verwandt war (evtl. der Neffe). Er führte das gleiche Familienwappen, das 1464 schon Peter Anton von Clapis in seiner Widmungsseite an Kurfürst Friedrich von der Pfalz benutzte, und stiftete für ihn auch eine jährliche Totenmesse. Der jüngere Peter von Clapis förderte den Maler Bartholomäus Bruyn den Älteren, welcher ihn mehrfach porträtierte beziehungsweise in seinem Auftrag Gemälde fertigte.
Peter Anton von Clapis ist mit einem Jahrgedächtnis im Seelbuch des Speyerer Domes eingetragen.